# Mistrzostwa Świata w Hokeju na Lodzie Kobiet 2012/Elita
Mistrzostwa Świata w Hokeju na Lodzie Kobiet Elity 2012 odbywają się w amerykańskich miastach: Burlington oraz South Burlington w dniach 7 kwietnia - 14 kwietnia. Jest to 14 turniej o złoty medal mistrzostw świata. Turniej rozgrywany zostanie w Stanach Zjednoczonych po raz trzeci w historii. Obrońca tytułu mistrzowskiego jest drużyna USA, która w finale pokonała w dogrywce Kanadę 3:2.
W tej części mistrzostw uczestniczy 8 najlepszych drużyn na świecie. System rozgrywania meczów jest inny niż w niższych dywizjach. Najpierw odbywa się w dwóch grupach po cztery drużyny faza grupowa. W Grupie A grają cztery wyżej rozstawione zespoły. Dwie najlepszy drużyny tej grupy awansują do półfinałów, zaś zespoły z miejsc trzeciego i czwartego zagrają w ćwierćfinale. W którym zagrają z dwoma najlepszymi zespołami grupy B. Drużyny, które zajmą miejsca trzecie i czwarte w grupie B rozegrają między sobą mecze o utrzymanie. Drużyna, która dwukrotnie zwycięży pozostaje w elicie, natomiast przegrany spadnie do I dywizji, grupy A. O zwycięstwie w turnieju zadecyduje finał w którym wystąpią zwycięzcy półfinałów.
Hale w których odbyły się zawody to:

Gutterson Fieldhouse w Burlington (o pojemności 4 035 miejsc)

Cairns Arena w South Burlington (o pojemności 600 miejsc)

## Faza grupowa

### Grupa A
Wyniki
| 7 kwietnia 2012 | Finlandia | 5:4 | Rosja | Gutterson Fieldhouse, Burlington |

| Szczegóły      | Szczegóły | Szczegóły       | Szczegóły                                                                               | Szczegóły                               |
| -------------- | --- | --------------- | --------------------------------------------------------------------------------------- | --------------------------------------- |
| Godzina: 15:00 | R. Lindstedt 29:59 (PP) K. Rantamaki 38:08 (EQ) N. Tikkinen 41:25 (EQ) N. Tikkinen 50:24 (EQ) K. Rantamaki 51:05 (EQ) | (0:2, 2:0, 3:2) | 03:42 (EQ) G. Skiba 18:30 (PP) I. Djubanok 42:01 (EQ) J. Lebedjewa 53:52 (EQ) T. Burina | Widzów: 1494 Sędzia główny: Joy Tottman |

| 7 kwietnia 2012 | Stany Zjednoczone | 9:2 | Kanada | Gutterson Fieldhouse, Burlington |

| Szczegóły      | Szczegóły | Szczegóły       | Szczegóły                                     | Szczegóły                             |
| -------------- | --- | --------------- | --------------------------------------------- | ------------------------------------- |
| Godzina: 19:00 | J. Lamoureux 00:37 (EQ) H. Knight 01:24 (EQ) M. Lamoureux-Kolls 03:32 (PP) J. Chu 04:52 (PP) M. Lamoureux-Kolls 05:32 (EQ) J. Lamoureux 23:10 (EQ) J. Pucci 45:29 (EQ) H. Knight 47:38 (EQ) M. Lamoureux-Kolls 51:17 (PP) | (5:0, 1:2, 2:0) | 20:39 (EQ) N. Spooner 37:03 (EQ) M.-P. Poulin | Widzów: 3970 Sędzia główny: Aina Hove |

| 8 kwietnia 2012 | Kanada | 3:2 | Finlandia | Gutterson Fieldhouse, Burlington |

| Szczegóły      | Szczegóły                                                        | Szczegóły       | Szczegóły                                  | Szczegóły                                 |
| -------------- | ---------------------------------------------------------------- | --------------- | ------------------------------------------ | ----------------------------------------- |
| Godzina: 15:00 | L. Fortino 14:12 (EQ) C. Ouellette 20:13 (EQ) G. Apps 49:14 (EQ) | (1:0, 1:1, 1:1) | 33:50 (SH) V. Hovi 50:28 (PP) K. Rantamäki | Widzów: 1499 Sędzia główny: Marie Picavet |

| 8 kwietnia 2012 | Stany Zjednoczone | 9:0 | Rosja | Gutterson Fieldhouse, Burlington |

| Szczegóły      | Szczegóły | Szczegóły       | Szczegóły | Szczegóły                                   |
| -------------- | --- | --------------- | --------- | ------------------------------------------- |
| Godzina: 19:00 | H. Knight 01:42 (EQ) A. Kessel 13:37 (EQ) M. Lamoureux-Kolls 25:18 (SH) A. Kessel 39:03 (EQ) H. Knight 40:54 (EQ) M. Bozek 43:36 (EQ) J. Lamoureux 46:51 (PP) K. Coyne 52:46 (PP) B. Decker 55:46 (PP) | (2:0, 2:0, 5:0) |           | Widzów: 2242 Sędzia główny: Nicole Hertrich |

| 10 kwietnia 2012 | Kanada | 14:1 | Rosja | Gutterson Fieldhouse, Burlington |

| Szczegóły      | Szczegóły | Szczegóły       | Szczegóły                 | Szczegóły                             |
| -------------- | --- | --------------- | ------------------------- | ------------------------------------- |
| Godzina: 15:00 | M-P. Poulin 03:55 (EQ) H. Wickenheiser 07:14 (PP) N. Spooner 09:44 (EQ) J. Hefford 13:23 (EQ) M. Agosta 14:56 (PS) N. Spooner 19:00 (EQ) N. Spooner 28:02 (EQ) G. Apps 29:10 (EQ) L. Rougeau 31:10 (PP) M. Agosta 34:28 (PP) J. Wakefield 37:16 (EQ) R. Johnston 43:35 (EQ) H. Wickenheiser 45:52 (EQ) J. Hefford 53:35 (EQ) | (6:0, 5:0, 3:1) | 49:00 (PP) A. Gonczarenko | Widzów: 643 Sędzia główny: Dina Allen |

| 10 kwietnia 2012 | Finlandia | 0:11 | Stany Zjednoczone | Gutterson Fieldhouse, Burlington |

| Szczegóły      | Szczegóły | Szczegóły       | Szczegóły | Szczegóły                                     |
| -------------- | --------- | --------------- | --- | --------------------------------------------- |
| Godzina: 19:00 |           | (0:2, 0:6, 0:4) | 06:24 (PP) M. Lamoureux-Kolls 11:47 (EQ) K. Stack 23:05 (EQ) H. Knight 24:51 (EQ) K. Stack 25:25 (EQ) M. Lamoureux-Kolls 25:50 (EQ) B. Decker 32:16 (PP) K. Stack 35:05 (PP) J. Pucci 42:53 (PP) K. Coyne 46:06 (EQ) M. Lamoureux-Kolls 52:07 (EQ) A. Kessel | Widzów: 2356 Sędzia główny: Melanie Bordeleau |

Tabela
Lp. = lokata, M = liczba rozegranych spotkań, W = Wygrane, WpD = Wygrane po dogrywce lub karnych, PpD = Porażki po dogrywce lub karnych, P = Porażki, G+ = Gole strzelone, G- = Gole stracone, Pkt = Liczba zdobytych punktów      = awans do półfinału,       = awans do ćwierćfinału
| Lp. | Zespół            | M | W | WpD | PpD | P | G + | G - | +/- | Pkt |
| --- | ----------------- | - | - | --- | --- | - | --- | --- | --- | --- |
| 1   | Stany Zjednoczone | 3 | 3 | 0   | 0   | 0 | 29  | 2   | +27 | 9   |
| 2   | Kanada            | 3 | 2 | 0   | 0   | 1 | 19  | 12  | +7  | 6   |
| 3   | Finlandia         | 3 | 1 | 0   | 0   | 2 | 7   | 18  | -11 | 3   |
| 4   | Rosja             | 3 | 0 | 0   | 0   | 3 | 5   | 28  | -23 | 0   |

### Grupa B
Wyniki
| 7 kwietnia 2012 | Słowacja | 1:5 | Szwecja | Cairns Arena, South Burlington |

| Szczegóły      | Szczegóły                 | Szczegóły       | Szczegóły | Szczegóły                                |
| -------------- | ------------------------- | --------------- | --- | ---------------------------------------- |
| Godzina: 13:00 | I. Karafiatova 21:20 (PP) | (0:1, 1:1, 0:3) | 18:51 (PP) E. Holmlöv 30:25 (EQ) A. Svedin 47:41 (EQ) J. Asserholt 51:44 (EQ) J. Olofsson 52:59 (EQ) E. Uden Johansson | Widzów: 243 Sędzia główny: Marie Picavet |

| 7 kwietnia 2012 | Szwajcaria | 2:3 | Niemcy | Cairns Arena, South Burlington |

| Szczegóły      | Szczegóły                               | Szczegóły       | Szczegóły                                                     | Szczegóły                             |
| -------------- | --------------------------------------- | --------------- | ------------------------------------------------------------- | ------------------------------------- |
| Godzina: 17:00 | J. Marty 19:46 (EQ) N. Bullo 38:05 (EQ) | (1:1, 1:2, 0:0) | 16:49 (EQ) M. Bittner 22:11 (EQ) S. Weyand 37:32 (PP) J. Zorn | Widzów: 277 Sędzia główny: Dina Allen |

| 8 kwietnia 2012 | Szwecja | 2:1 pd. | Niemcy | Cairns Arena, South Burlington |

| Szczegóły      | Szczegóły                                 | Szczegóły            | Szczegóły           | Szczegóły                              |
| -------------- | ----------------------------------------- | -------------------- | ------------------- | -------------------------------------- |
| Godzina: 13:00 | E. Holst 46:53 (PP) E. Holmlöv 60:24 (PP) | (0:0, 0:0, 1:1, 1:0) | 59:12 (EQ) A. Lanzl | Widzów: 342 Sędzia główny: Joy Tottman |

| 8 kwietnia 2012 | Szwajcaria | 2:1 | Słowacja | Cairns Arena, South Burlington |

| Szczegóły      | Szczegóły                                    | Szczegóły       | Szczegóły               | Szczegóły                                    |
| -------------- | -------------------------------------------- | --------------- | ----------------------- | -------------------------------------------- |
| Godzina: 17:00 | D. Leimgruber (EQ) 08:35 J. Marty 43:25 (EQ) | (1:0, 0:1, 1:0) | 25:32 (EQ) J. Kapustová | Widzów: 200 Sędzia główny: Melanie Bordeleau |

| 10 kwietnia 2012 | Szwecja | 2:3 | Szwajcaria | Cairns Arena, South Burlington |

| Szczegóły      | Szczegóły                                   | Szczegóły       | Szczegóły                                                    | Szczegóły                                  |
| -------------- | ------------------------------------------- | --------------- | ------------------------------------------------------------ | ------------------------------------------ |
| Godzina: 13:00 | J. Asserholt 04:16 (PP) E. Holst 48:55 (EQ) | (1:1, 0:0, 1:2) | 04:52 (PP) K. Lehmann 42:42 (EQ) J. Marty 56:52 (PP) S. Benz | Widzów: 325 Sędzia główny: Nicole Hertrich |

| 10 kwietnia 2012 | Niemcy | 2:4 | Słowacja | Cairns Arena, South Burlington |

| Szczegóły      | Szczegóły                                  | Szczegóły       | Szczegóły                                                                                   | Szczegóły                            |
| -------------- | ------------------------------------------ | --------------- | ------------------------------------------------------------------------------------------- | ------------------------------------ |
| Godzina: 17:00 | L. Schuster 39:50 (PP) B. Evers 43:56 (EQ) | (0:1, 1:2, 1:1) | 18:29 (EQ) N. Čupková 24:10 (EQ) M. Veličková 31:11 (EQ) J. Kapustová 49:39 (PP) N. Čupková | Widzów: 237 Sędzia główny: Aina Hove |

Tabela
Lp. = lokata, M = liczba rozegranych spotkań, W = Wygrane, WpD = Wygrane po dogrywce lub karnych, PpD = Porażki po dogrywce lub karnych, P = Porażki, G+ = Gole strzelone, G- = Gole stracone, Pkt = Liczba zdobytych punktów       = awans do ćwierćfinału,       = gra o utrzymanie
| Lp. | Zespół     | M | W | WpD | PpD | P | G + | G - | +/- | Pkt |
| --- | ---------- | - | - | --- | --- | - | --- | --- | --- | --- |
| 1   | Szwajcaria | 3 | 2 | 0   | 0   | 1 | 7   | 6   | +1  | 6   |
| 2   | Szwecja    | 3 | 1 | 1   | 0   | 0 | 9   | 5   | +4  | 5   |
| 3   | Niemcy     | 3 | 1 | 0   | 1   | 1 | 6   | 8   | -2  | 4   |
| 4   | Słowacja   | 3 | 1 | 0   | 0   | 2 | 6   | 9   | -3  | 3   |

## Faza pucharowa

### O utrzymanie
| 11 kwietnia 2012 | Niemcy | 2:1 pk. | Słowacja | Cairns Arena, South Burlington |

| Szczegóły      | Szczegóły                                 | Szczegóły                 | Szczegóły               | Szczegóły                                    |
| -------------- | ----------------------------------------- | ------------------------- | ----------------------- | -------------------------------------------- |
| Godzina: 17:00 | J. Zorn 27:57 (EQ) M. Anwander 65:00 (PS) | (0:1, 1:0, 0:0, 0:0, 1:0) | 05:31 (EQ) M. Veličková | Widzów: 174 Sędzia główny: Melanie Bordeleau |

| 13 kwietnia 2012 | Słowacja | 1:3 | Niemcy | Cairns Arena, South Burlington |

| Szczegóły      | Szczegóły             | Szczegóły       | Szczegóły                                                           | Szczegóły                                |
| -------------- | --------------------- | --------------- | ------------------------------------------------------------------- | ---------------------------------------- |
| Godzina: 13:00 | N. Čupková 46:45 (EQ) | (0:1, 0:1, 1:1) | 04:20 (SH) J. Zorn 38:17 (EQ) M. Anwander 54:02 (SH) T. Eisenschmid | Widzów: 187 Sędzia główny: Marie Picavet |

### Ćwierćfinały
| 11 kwietnia 2012 | Rosja | 2:5 | Szwajcaria | Gutterson Fieldhouse, Vermont |

| Szczegóły      | Szczegóły                                 | Szczegóły       | Szczegóły                                                                                             | Szczegóły                                 |
| -------------- | ----------------------------------------- | --------------- | --- | ----------------------------------------- |
| Godzina: 15:00 | T. Burina 02:24 (EQ) T. Burina 27:21 (EQ) | (1:2, 1:3, 0:0) | 16:15 (PP) S. Marty 19:34 (SH) P. Stanz 22:41 (EQ) J. Marty 29:40 (PP) E. Raselli 37:21 (EQ) S. Marty | Widzów: 1340 Sędzia główny: Marie Picavet |

| 11 kwietnia 2012 | Finlandia | 2:1 | Szwecja | Gutterson Fieldhouse, Vermont |

| Szczegóły      | Szczegóły                                    | Szczegóły       | Szczegóły             | Szczegóły                              |
| -------------- | -------------------------------------------- | --------------- | --------------------- | -------------------------------------- |
| Godzina: 19:00 | K. Rantamäki 00:21 (EQ) S. Tapani 16:58 (EQ) | (2:0, 0:0, 0:1) | 53:04 (EQ) E. Holmlöv | Widzów: 1633 Sędzia główny: Dina Allen |

### Półfinały
| 13 kwietnia 2012 | Kanada | 5:1 | Finlandia | Gutterson Fieldhouse, Vermont |

| Szczegóły      | Szczegóły | Szczegóły       | Szczegóły               | Szczegóły                                   |
| -------------- | --- | --------------- | ----------------------- | ------------------------------------------- |
| Godzina: 15:00 | C. Ouelette 03:32 (EQ) L. Fortino 04:53 (EQ) M. Agosta 22:06 (EQ) M.-P. Poulin 52:12 (EQ) C. Birchard 58:40 (PP) | (2:0, 1:1, 2:0) | 30:30 (PP) K. Rantamäki | Widzów: 1750 Sędzia główny: Nicole Hertrich |

| 13 kwietnia 2012 | Stany Zjednoczone | 10:0 | Szwajcaria | Gutterson Fieldhouse, Vermont |

| Szczegóły      | Szczegóły | Szczegóły       | Szczegóły | Szczegóły                               |
| -------------- | --- | --------------- | --------- | --------------------------------------- |
| Godzina: 19:00 | K. Stack 02:52 (PP) K. Stack 09:09 (SH) B. Decker 16:41 (EQ) J. Chu 22:16 (EQ) K. Coyne 29:01 (EQ) G. Marvin 35:13 (PP) M. Bozek 44:56 (EQ) J. Pucci 45:24 (EQ) E. Lawler 45:45 (EQ) J. Lamoureux 49:31 (EQ) | (3:0, 3:0, 4:0) |           | Widzów: 2211 Sędzia główny: Joy Tottman |

### O 5 miejsce
| 13 kwietnia 2012 | Rosja | 1:2 pd. | Szwecja | Cairns Arena, South Burlington |

| Szczegóły      | Szczegóły             | Szczegóły            | Szczegóły                                   | Szczegóły                            |
| -------------- | --------------------- | -------------------- | ------------------------------------------- | ------------------------------------ |
| Godzina: 17:00 | M. Sergina 49:28 (EQ) | (0:1, 0:0, 1:0, 0:1) | 15:08 (PP) P. Winberg 60:34 (EQ) E. Holmlöv | Widzów: 261 Sędzia główny: Aina Hove |

### O 3 miejsce
| 14 kwietnia 2012 | Szwajcaria | 6:2 | Finlandia | Gutterson Fieldhouse, Vermont |

| Szczegóły      | Szczegóły | Szczegóły       | Szczegóły                                   | Szczegóły                              |
| -------------- | --- | --------------- | ------------------------------------------- | -------------------------------------- |
| Godzina: 15:00 | K. Nabholz 11:25 (EQ) S. Benz 19:59 (EQ) S. Zollinger 29:37 (PP) K. Lehmann 50:29 (EQ) A. Stiefel 53:50 (EQ) E. Raselli 55:28 (EQ) | (2:2, 1:0, 3:0) | 04:48 (PP) A. Rajahuhta 17:27 (PP) A. Helin | Widzów: 2400 Sędzia główny: Dina Allen |

### Finał
| 14 kwietnia 2012 | Stany Zjednoczone | 4:5 pd. | Kanada | Gutterson Fieldhouse, Vermont |

| Szczegóły      | Szczegóły                                                                          | Szczegóły            | Szczegóły | Szczegóły                                     |
| -------------- | ---------------------------------------------------------------------------------- | -------------------- | --- | --------------------------------------------- |
| Godzina: 19:00 | K. Coyne 12:54 (EQ) B. Decker 36:43 (PP) G. Marvin 38:16 (PP) G. Marvin 42:57 (PP) | (1:1, 2:2, 1:1, 0:1) | 07:52 (SH) H. Wickenheiser 24:07 (PP) J. Hefford 25:36 (EQ) C. Ouellette 57:22 (PP) M. Agosta 61:50 (EQ) C. Ouellette | Widzów: 4007 Sędzia główny: Melanie Bordeleau |